# (73187) 2002 JS
(73187) 2002 JS – planetoida z pasa głównego asteroid okrążająca Słońce w ciągu 4,46 lat w średniej odległości 2,71 j.a. Odkryta 3 maja 2002 roku.